# Каролєво
Каролєво (пол. Karolewo, раніше нім. Carlshof)— село Кентшинського повіту у Вармінсько-Мазурському воєводстві, у північно-східній частині Польщі.

Село розташоване майже на передмісті Кентшина, при дорозі Кентшин — Гіжицько. Село засновано під кінець XIX століття як поселення робітників.
23 жовтня 1882 року відкрито Опікунський заклад, яким займалась Лютеранська Церква. За словами Мечислава Орловича із туристичного путівника з 1923 року: 1920 року у закладі перебувала тисяча вихованців, у цьому 807 із епілепсією, божевільних, алкоголіків та З туберкульозом. Заклад має вигляд відокремленого міста з власним костелом.
У роках 1922–1928 у Каролєві діяв Семінар проповідників, яке пізніше перенесено до Бєдашек Малих.
У березні 1939 р. Опікунський заклад захопило ґестапо. 1940 р. заклад ліквідовано. Хворих вихованців вбито за допомогою уколів, інших вивезено до Кортова у Ольштині.